# Carlson Gracie
Carlson Gracie (Rio de Janeiro, 13 de agosto de 1933 — Chicago, 1 de fevereiro de 2006) foi um mestre de jiu-jitsu brasileiro, primogênito do introdutor da arte marcial no Brasil, Carlos Gracie.

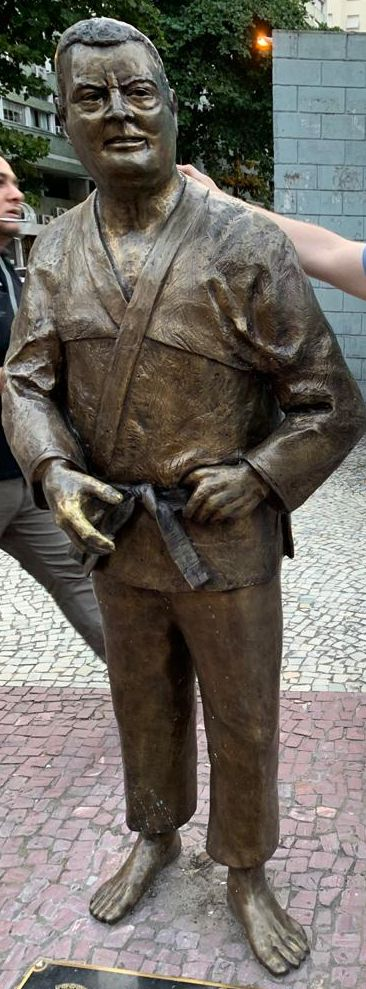
Estátua de Carlson Gracie em Copacabana

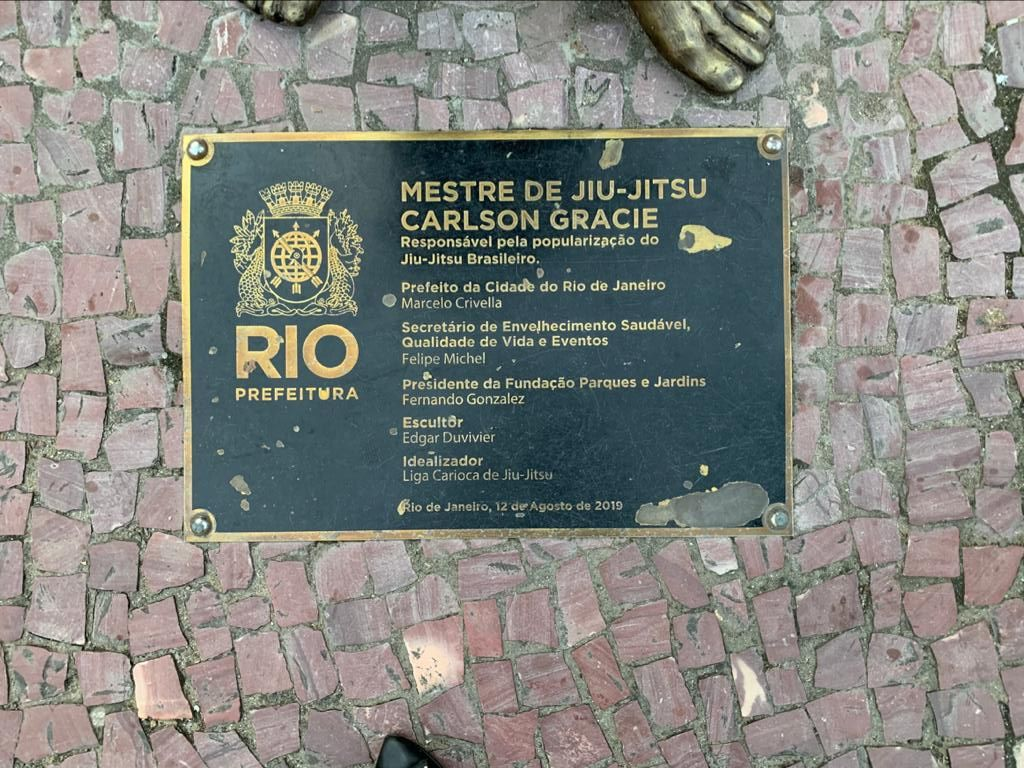
Placa da estátua de Carlson Gracie

## Morte e homenagens
Carlson morreu vítima de parada cardíaca, após infecção generalizada provocada por cálculo renal, no hospital Lincoln Park, em Chicago, onde mantinha uma academia de jiu-jitsu.
Seus ensinamentos, legado e história são lembrados por seus alunos e praticantes de jiu-jitsu que procuram entender um pouco mais da filosofia da "arte-suave" e quem foram os mestres que a fizeram popular em todo o mundo.
Em 12 de agosto de 2019, foi inaugurada, em Copacabana, bairro da cidade do Rio de Janeiro, uma estátua de Carlson Gracie. De autoria do escultor Edgar Duvivier, a estátua se localiza próxima a sua antiga academia, ficando na praça Shimon Peres, na esquina da Figueiredo de Magalhães com a Rua Tonelero, próximo à estação de metrô Siqueira Campos.